# Pilsbryspira monilis
Pilsbryspira monilis é uma espécie de gastrópode do gênero Pilsbryspira, pertencente a família Pseudomelatomidae.